# Leucodermie
Le mot leucodermie (ou achromie) désigne plusieurs symptômes ou maladies de peau caractérisée par une diminution durable ou perte ou absence congénitale de pigmentation, correspondant à un manque ou absence de mélanine dans les couches normalement pigmentée de la peau.

Main d'une personne atteinte de vitiligo, l'une des formes de leucodermie

## Typologies
Les leucodermies sont congénitales ou sont des conséquences d'autres maladies.
On distingue notamment :
- l'albinisme (absence congénitale de mélanine)
- le vitiligo (taches blanches mal expliquées
- la syphilis,
- la lèpre
- le pityriasis versicolor (résultant d'une mycose).
- dépigmentation laissée par une cicatrice.
- le nævus anémique